# Minuartia glandulosa
Minuartia glandulosa är en nejlikväxtart som först beskrevs av Pierre Edmond Boissier och Huet, och fick sitt nu gällande namn av Joseph Friedrich Nicolaus Bornmüller. Minuartia glandulosa ingår i släktet nörlar, och familjen nejlikväxter. Inga underarter finns listade i Catalogue of Life.